# Münschecker
Münschecker (Luxemburgs: Mënjecker) is een plaats in de gemeente Manternach en het kanton Grevenmacher in Luxemburg.
Münschecker telt 143 inwoners (2001).
Berbourg · Lellig · Manternach · Münschecker

Luxemburgse gemeenten · Kanton Grevenmacher · Luxemburg